# Olga Della-Vos-Kardovskaya
Olga Liúdvigovna Della-Vos-Kardóvskaya (en cirílico ruso : Ольга Людвиговна Делла-Вос Кардовская, Cherníhiv, Imperio ruso, 1875-Leningrado, 1952) fue una artista gráfica y pintora ucraniana.
Estudió bellas artes en Járkov (1891-1894), San Petersburgo (1894-1899) y Múnich (1899-1900). En 1900, se casó con el también pintor Dmitri Kardovski. Exhibió sus obras en varias sociedades y la asociamos con el grupo artístico Zhar-tsvet (1924-1928)

## Galería

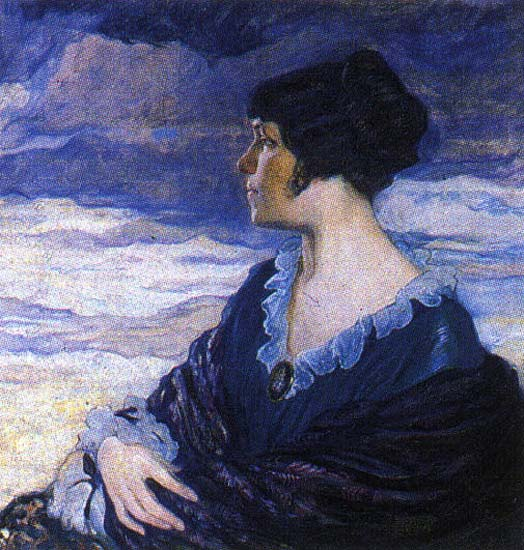
Autorretrato, 1917
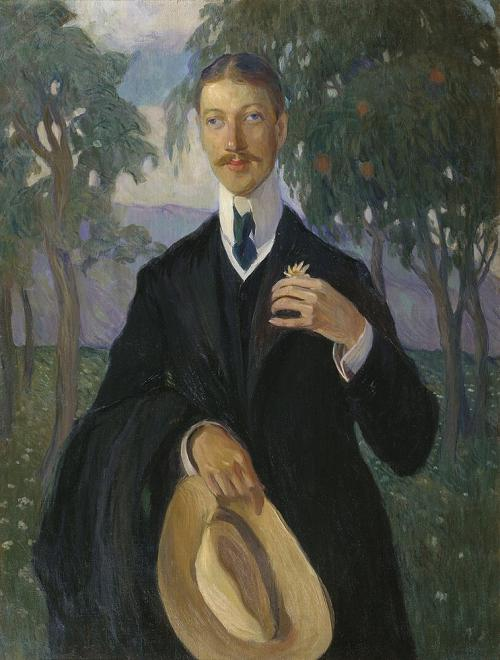
Retrato de Nikolái Gumiliov, 1909
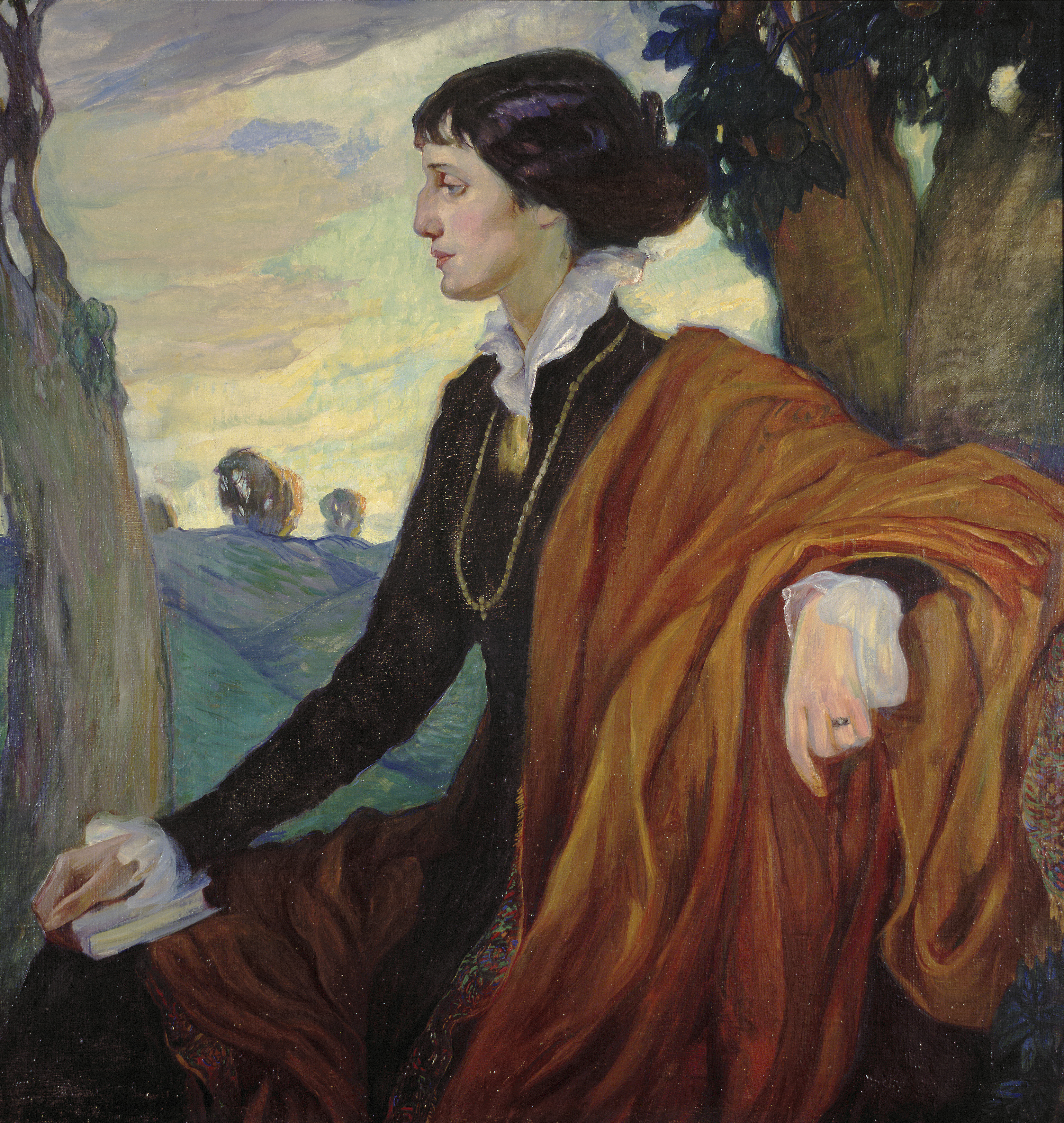
Retrato de Anna Ajmátova, 1914

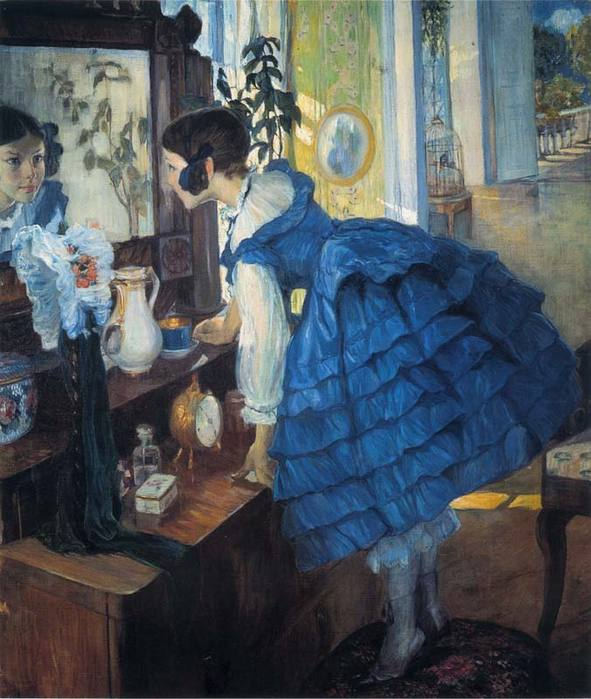
Olga Della-Vos-Kardóvskaya, Mujercita, 1910